# GB3 Championship
Die BRDC Britische Formel-3-Meisterschaft (offiziell BRDC British Formula 3 Championship) ist eine Rennserie in Großbritannien, die mit Formel-3-Rennwagen ausgetragen wird. Der offizielle Veranstalter der Rennserie ist der British Racing Drivers’ Club (BRDC). Bis zur Saison 2015 wurde die Meisterschaft als BRDC British Formula 4 Championship ausgetragen.

## Geschichte

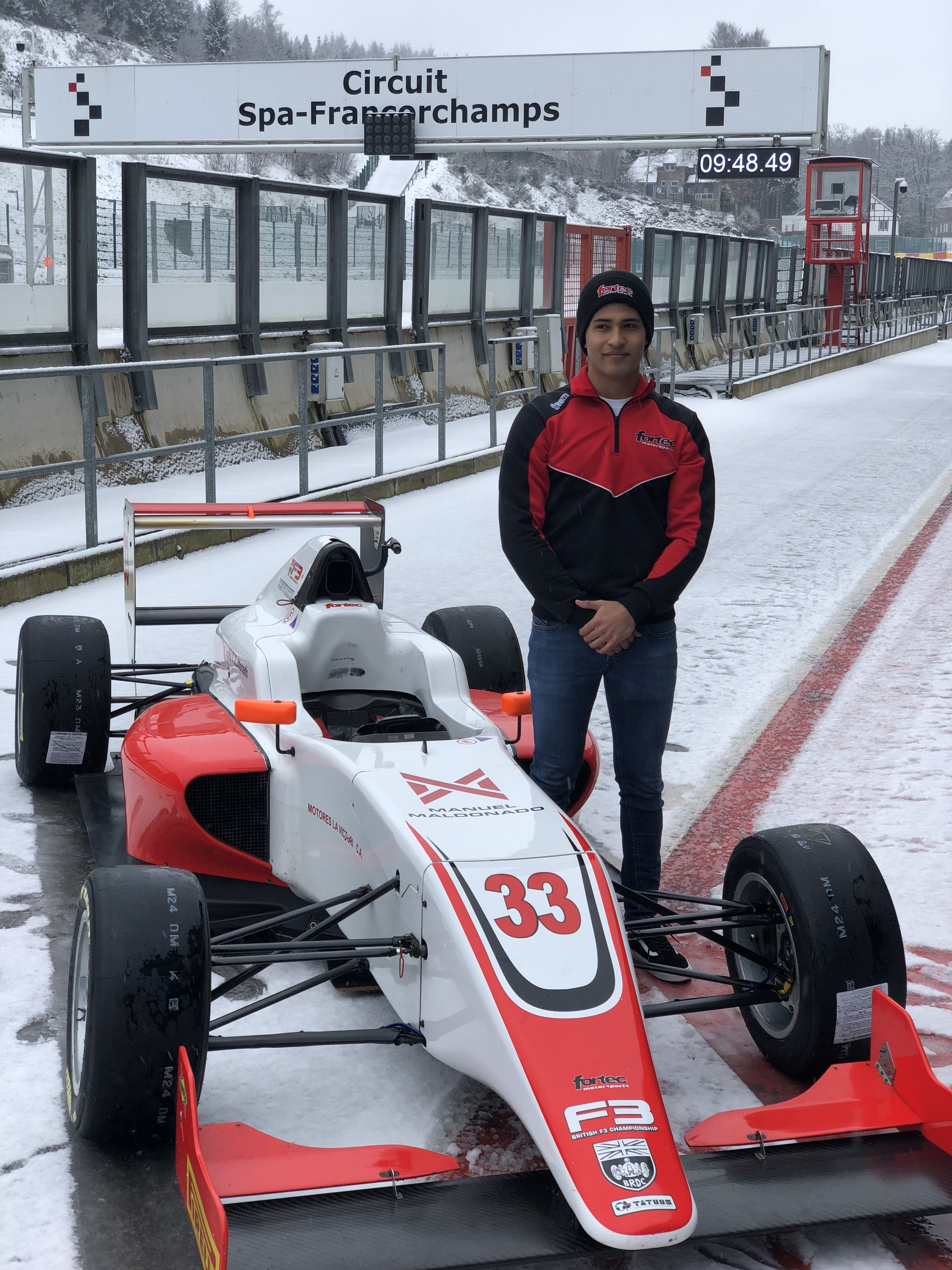
Ein MSV F4-016, gefahren von Manuel Maldonado 2018

### Anfänge als Formel-4-Meisterschaft
Der ursprüngliche Beginn der Rennserie war das Jahr 2006, als der britische Motorsportklub 750 Motor Club eine Formel-V-Meisterschaft startete; bis 2011 blieb die Rennserie bestehen. Mit September 2012 wurde verkündet, dass die Rennserie ab 2013 vom British Racing Drivers’ Club übernommen und in BRDC British Formula 4 Championship umbenannt wird. Als erste Wagen wurde das Chassis MSV F4-013 von Ralph Firman Racing mit einem 2-Liter-Duratec-Motor von Ford eingesetzt, nach zwei Jahren wurden diese durch das neue Formel-4-Chassis von Tatuus, dem MSV F4-016, mit einem Cosworth-V4-Saugmotor abgelöst.

### Namensstreit und Umbenennung
Die FIA beschloss 2013 die Einführung eines standardisierten Formel-4-Reglements, eine Rennserie als weiteren Karriereschritt nach dem Kartsport auf dem Weg in den internationalen Formelsport, den Zuschlag zur Bildung einer nationalen Formel-4-Rennserie in Großbritannien erhielt Motor Sports Association, welche bis dahin die britische Formel Ford betreute. Da aber die Namensrechte der British Formula 4 bei der von BRDC betriebenen Rennserie liegen musste sich die von der FIA zertifizierte MSA-Rennserie in MSA Formula certified by FIA powered by Ford EcoBoost benennen. Dies war keine optimale Lösung, daraufhin wurde vonseiten der BRDC und der FIA überlegt, ihre Formel-4-Rennserie als Formel-3-Rennserie austragen zu lassen. Der Grund darin liegt, dass nach 2014 die seit 1951 ausgetragene Britische Formel-3-Meisterschaft – offiziell British Formula 3 International Series – nicht mehr bestand und es somit keine Formel-3-Meisterschaft in Großbritannien gäbe. Außerdem sprach auch die Konstellation des Wagens mit dem Motor dafür, da die durchschnittlichen Rundenzeiten des von der BRDC eingesetzten Tatuus F4-016 – welcher zwar als Formel-4-Chassis konzipiert sei – mit dem 230-PS-starken Cosworth-Motor auf einigen Strecken sehr nah an die Rundenzeiten von anderen Formel-3-Wagen kamen. Zum Vergleich, bei FIA-zertifizierten-Formel-4-Meisterschaften werden Motoren mit nur maximal 160 PS eingesetzt; ein Leistungsunterschied von 70 PS.
Nach einem Treffen zwischen der FIA und dem Rennserienorganisator MSV/BRDC beim FIA World Motor Sport Council in Genf wurde am 23. März 2016 offiziell beschlossen, dass die von der BRDC organisierte Meisterschaft per sofort in BRDC British Formula 3 Championship umbenannt und die Formel-4-Namensrechte zugunsten der von der Motor Sports Association ausgetragenen Meisterschaft aufgegeben wurde. Damit gab es nach zwei Jahren wieder eine nationale Formel-3-Meisterschaft und die zertifizierte nationale Formel-4-Meisterschaft durfte sich nun legal als solche bezeichnen.

### Als Formel-3-Meisterschaft
Nach der Umbenennung in BRDC British Formula 3 Championship startete die Meisterschaft nur einen Tag später in die neue Saison 2016. In der ersten Saison gab es acht Rennwochenenden zu je drei Rennen, der erste britische Formel-3-Meister seit 2014 wurde der Brasilianer Matheus Leist, welcher mit Double R Racing an den Start ging und erst am letzten Rennwochenende in Donington den Titel vor Ricky Collard sicherte. 2017 gewann der britisch-pakistanische Fahrer Enaam Ahmed die Meisterschaft, er dominierte die ganze Saison und gewann von insgesamt 24 Meisterschaftsrennen 13. Mit der Saison 2020 wurde das Tatuus MSV F4-016-Chassis durch das neue, ebenfalls von Tatuus entwickelte BF3-020 abgelöst.

## Sportliches Reglement

### Ablauf des Rennwochenendes
Ein Rennwochenende besteht aus drei oder vier Rennen, jedes Rennen dauert jeweils 20 Minuten mit einer weiteren finalen Rennrunde. Dem ersten Rennen geht ein 20-minütiges Qualifying voraus, welches die Startaufstellung für das erste Rennen bestimmt, und die Startaufstellung für das zweite Rennen wird aus dem umgedrehten Ergebnis des ersten Rennens gebildet. Wichtig zu erwähnen sei jedoch, dass man nur maximal 103 Prozent langsamer als die schnellste Rennrunde sein darf um bei der Startaufstellungsumdrehung berücksichtigt zu werden; ausgefallene Fahrer starten vom Ende des Feldes. Die Startaufstellung des dritten Rennens bildet die zweitschnellste gefahrene Qualifikationsrunde aus dem Qualifying und die Startaufstellung bei einem vierten Rennen bildet sich aus den zwei schnellsten Rennrunden aus jeweils den Rennen eins, zwei oder drei.

### Punkteverteilung
Der Punkteschlüssel weicht vom Schema der anderen Formel-Rennserien ab, so erhalten in den Rennen eins, drei und vier die jeweils ersten 20 Fahrer Punkte für die Meisterschaft.
| Punkteverteilung | Punkteverteilung | Punkteverteilung | Punkteverteilung | Punkteverteilung | Punkteverteilung | Punkteverteilung | Punkteverteilung | Punkteverteilung | Punkteverteilung | Punkteverteilung | Punkteverteilung | Punkteverteilung | Punkteverteilung | Punkteverteilung | Punkteverteilung | Punkteverteilung | Punkteverteilung | Punkteverteilung | Punkteverteilung | Punkteverteilung | Punkteverteilung | Punkteverteilung |
| ---------------- | ---------------- | ---------------- | ---------------- | ---------------- | ---------------- | ---------------- | ---------------- | ---------------- | ---------------- | ---------------- | ---------------- | ---------------- | ---------------- | ---------------- | ---------------- | ---------------- | ---------------- | ---------------- | ---------------- | ---------------- | ---------------- | ---------------- |
| Platz            | 1                | 2                | 3                | 4                | 5                | 6                | 7                | 8                | 9                | 10               | 11               | 12               | 13               | 14               | 15               | 16               | 17               | 18               | 19               | 20               | PP               | SR               |
| Rennen 1 & 3 & 4 | 35               | 29               | 24               | 21               | 19               | 17               | 15               | 13               | 12               | 11               | 10               | 9                | 8                | 7                | 6                | 5                | 4                | 3                | 2                | 1                | –                | –                |
| Rennen 2         | 20               | 17               | 15               | 13               | 11               | 10               | 9                | 8                | 7                | 6                | 5                | 4                | 3                | 2                | 1                | 0                | 0                | 0                | 0                | 0                | –                | –                |

Beim zweiten Rennen gibt es zusätzlich zu den normalen Punkten noch weitere Bonuspunkte für jede Verbesserung im Endklassement im Vergleich zur Startaufstellung. So erhält beispielsweise ein Fahrer, welcher von Position acht aus startete und das Rennen dann gewinnt, 27 Punkte (20 Punkte für den Sieg und weitere 7 Punkte für die Verbesserung im Endklassement).

### Superlizenz-Punkte
Der Meister der Serie erhält 10 Punkte für die Superlizenz, der Vizemeister 7, der Dritte 5 Punkte bis zum fünftplatzierten, welcher den letzten verfügbaren Punkt für die Superlizenz erhält.
| Superlizenz-Verteilung | Superlizenz-Verteilung | Superlizenz-Verteilung | Superlizenz-Verteilung | Superlizenz-Verteilung | Superlizenz-Verteilung | Superlizenz-Verteilung | Superlizenz-Verteilung | Superlizenz-Verteilung | Superlizenz-Verteilung | Superlizenz-Verteilung |
| ---------------------- | ---------------------- | ---------------------- | ---------------------- | ---------------------- | ---------------------- | ---------------------- | ---------------------- | ---------------------- | ---------------------- | ---------------------- |
| Platz                  | 1                      | 2                      | 3                      | 4                      | 5                      | 6                      | 7                      | 8                      | 9                      | 10                     |
| Punkte                 | 10                     | 7                      | 5                      | 3                      | 1                      | 0                      | 0                      | 0                      | 0                      | 0                      |

### Teams und Fahrer
Die Fahrer müssen mindestens 15 Jahre alt sein und die Nationale A-Rennlizenz besitzen. Die Registrierungskosten betragen 3.250 Pfund, die Einschreibekosten für ein Rennwochenende betragen 
zwischen 900 und 1.125 Pfund.

## Technik

### Chassis
Mit der Saison 2020 wurde das alte Tatuus-Chassis MSV-F4-016 durch das neue Chassis BF3-020, ebenfalls von Tatuus, abgelöst. Das aus Italien stammende Fahrzeug besitzt ein Monocoque aus CFK mit einer kleinen Titanstrebe, dem Advanced Frontal Protection (AFP), vor dem Fahrer als Schutz vor herumfliegenden Reifen und Trümmerteilen, wie sie auch in der IndyCar Series 2019 eingesetzt wurde. Als Aufhängung wird vorn sowie hinten eine Doppelquerlenkerachse mit innenliegenden Federn und Stoßdämpfern, betätigt über Schubstangen, eingesetzt. Für die Fahrzeugabstimmungen werden spezielle Grenzen festgesetzt, so darf beispielsweise die Fahrzeughöhe oder der Front- und Heckflügelwinkel einen festgelegten Grenzwert nicht unter- oder überschreiten. In jedem Chassis sind spezielle Datensensoren für die Telemetrieauswertung von Cosworth integriert, diese können mit spezieller Software ausgelesen werden; ebenfalls sind zwei Onboard-Videokameras verbaut.

### Motor und Getriebe
Als Motor wird ein Cosworth 2,0-Liter-Duratec-Motor mit etwa 230 PS, welcher exklusiv für die Rennserie entworfen wurde, eingesetzt; dieser wird von Mountune Racing für den Renneinsatz präpariert. Die Teams haben außerhalb des Rennbetriebs keinen Zugriff auf die Motoren, die Partnerunternehmen des Rennserienbetreibers führen Wartungen und Instandsetzungen durch, damit wird Fairness und Kostenverringerung garantiert. Als Getriebe wird das Sadev ST75LW, ein sequentielles Sechsgang-Halbautomatikgetriebe mit Schaltwippen und Sperrdifferential, bezogen.

### Reifen
Als Reifenlieferant dient der italienische Reifenhersteller Pirelli.

## Fernsehübertragung
Die Meisterschaft wird im Vereinigten Königreich von dem Sender ITV4 übertragen, zusätzlich wird jedes Rennen auf der offiziellen Website als Live-Stream angeboten.

## Statistik

### BRDC British Formula 4 Championship
| Saison  | Meister        | Punkte | Zweiter        | Punkte | Dritter           | Punkte |
| ------- | -------------- | ------ | -------------- | ------ | ----------------- | ------ |
| 2013 AT | Jake Hughes    | 445    | Seb Morris     | 410    | Charlie Robertson | 396    |
| 2014 AT | George Russell | 483    | Arjun Maini    | 480    | Raoul Hyman       | 465    |
| 2015 AT | Will Palmer    | 592    | Harrison Newey | 455    | Tom Jackson       | 420    |
| 2015 AT | Ben Barnicoat  | 211    | Harrison Scott | 197    | Sisa Ngebulana    | 162    |

### BRDC British Formula 3 Championship
| Saison | Meister          | Punkte | Zweiter           | Punkte | Dritter        | Punkte |
| ------ | ---------------- | ------ | ----------------- | ------ | -------------- | ------ |
| 2016   | Matheus Leist    | 493    | Ricky Collard     | 466    | Toby Sowery    | 457    |
| 2017   | Enaam Ahmed      | 654    | James Pull        | 490    | Ben Hingeley   | 444    |
| 2018   | Linus Lundqvist  | 531    | Nicolai Kjærgaard | 446    | Kush Maini     | 366    |
| 2019   | Clément Novalak  | 505    | Johnathan Hoggard | 482    | Ayrton Simmons | 450    |
| 2020   | Kaylen Frederick | 499    | Kush Maini        | 448    | Ulysse de Pauw | 392    |